# NGC 4938
NGC 4938 este o galaxie spirală situată în constelația Câinii de Vânătoare. A fost descoperită în 17 februarie 1831 de către John Herschel.